# 38024 Melospadafora
38024 Melospadafora este o planetă minoră (asteroid) din centura de asteroizi. A fost descoperită pe 16 iulie 1998 la centre de recherches en géodynamique et astrométrie⁠(d) de OCA-DLR Asteroid Survey⁠(d). 
Obiectul prezintă o orbită caracterizată de o semiaxă mare de 3,0849191 UAi, o excentricitate de 0,13, o înclinație de 8,9795 ° în raport cu ecliptica.